# Харисвил (Јута)
Харисвил (енгл. Harrisville) град је у америчкој савезној држави Јута.

## Демографија
По попису из 2010. године број становника је 5.567, што је 1.922 (52,7%) становника више него 2000. године.
| Група             | 2000.         | 2010.         |
| Белци             | 3.354 (92,0%) | 4.897 (88,0%) |
| Афроамериканци    | 15 (0,4%)     | 31 (0,6%)     |
| Азијати           | 42 (1,2%)     | 72 (1,3%)     |
| Хиспаноамериканци | 170 (4,7%)    | 465 (8,4%)    |
| Укупно            | 3.645         | 5.567         |